# Kwilu (prowincja)
Kwilu – prowincja w Demokratycznej Republice Konga, która ma powstać na mocy konstytucji przyjętej w 2006 roku; obecnie w granicach prowincji Bandundu. Stolicą prowincji ma być Kikwit.